# Vladimír Šokorov
Vladimír Šokorov, nebo také Vladimír Nikolajevič Šokorov (27. července 1868 Moskva – 11. července 1940 Modřany), byl v době první světové války velitelem Československého armádního sboru.

## Život
V letech 1880 až 1886 studoval v 3. moskevském kadetním sboru, v letech 1886 až 1888 studoval Alexandrovské pěchotní učiliště v Moskvě, v letech 1897 až 1900 Nikolajevskou akademii Generálního štábu v Petrohradě. Zúčastnil se rusko-japonské války a první světové války. Dne 9. srpna 1915 byl, jmenován generálmajorem ruské armády. Od 9. října 1917 do srpna 1918 velel Československému armádnímu sboru. Dne 7. února 1918 byl jmenován generálmajorem československých legií. V červenci a v srpnu 1918 dělal hlavního velitele spojeneckých jednotek na Sibiři. Od srpna 1918 do ledna 1919 byl ve funkci inspektora československých vojenských jednotek. V roce 1925 odešel do výslužby v hodnosti generála III. hodnostní třídy československé armády.

## Vyznamenání
Byl nositelem mnoha řádů a jiných vyznamenání. Mj.:
- Řád čestné legie (důstojník – 1918)
- Řád lázně (rytíř komandér – 1919)
- Řád čestné legie (komandér – 1923)
- Československý válečný kříž 1914–1918
- Československá revoluční medaile
- Československá medaile Vítězství